# Новоалександровка (Александрово-Гайский район)
Новоалександровка — село в Александрово-Гайском районе Саратовской области, административный центр сельского поселения Новоалександровское муниципальное образование. Село расположено на правом берегу реки Большой Узень, в излучине, граничит с селом Александров Гай

## История
Деревня Новоалександровка (в народе также Кордон), была основана весной 1871 года удельными крестьянами из села Александров Гай, переселившимися на свои земли на другой берег Большого Узеня. Всего в новое поселение переехало до 700 душ, треть которых составляли молокане. Административно Новая Александровка относилась к Александорово-Гайской волости Новоузенского уезда. В 1890 году в деревне насчитывалось 359 дворов, 938 мужчин и 1029 женщин, среди которых грамотными были 373 мужчины и 110 женщин. Удобной надельной земли имелось 6541 десятина, неудобной – 8254.
В 1899 году было завершено строительство здания земской школы. В 1900 завершено строительство церкви. В 1910 году в Новоалександровке в 453 домохозяйствах проживало уже 1578 мужчин и 1611 женщин. Помимо церкви и школ также работали 10 ветряных мельниц и две скотобойни
В гражданскую войну село несколько раз подвергалось налётам белоказаков и зелёных банд. Церковь была большевиками закрыта и впоследствии сгорела вместе с приходской школой. В 1930 году в Новоалександровке организован колхоз имени Чапаева.
В годы Великой Отечественной войны из 142 жителей села, ушедших на фронт, 108 погибли.
В марте 1964 года Новоалександровка стала центральной усадьбой совхоза "Дружба". В 1970 году было сдано в эксплуатацию здание дома культуры, в 1976 году открылся детский сад, в 1980-м – новая школа-восьмилетка. Село было центром Новоалександровского сельсовета.
Совхоз "Дружба" в 1995 году распался на СХПК "Приграничный" и СПК "Байгужа"

## Население
| 1889 | 1890 | 1910 | 2002 |
| ---- | ---- | ---- | ---- |
| 2231 | 1967 | 3189 | 1089 |

| 2002 | 2010  |
| ---- | ----- |
| 1088 | ↘1062 |

Национальный состав
Согласно результатам переписи 2002 года большинство населения составляли русские (66 %) и казахи (27 %).

## Известные уроженцы
- Холопов, Александр Иванович (1921-2000), советский военачальник, генерал-полковник.